# هایهم آن د هیل
هایهم آن د هیل (به انگلیسی: Higham on the Hill) یک روستا و محله مدنی در بریتانیا است که در Hinckley and Bosworth واقع شده‌است. هایهم آن د هیل ۸۴۰ نفر جمعیت دارد.